# 大唐秦王詞話
《大唐秦王词话》，又稱《唐秦王本传》、《小秦王词话》、《秦王演义》，是一部描述李渊太原起兵到唐太宗登基的长篇讲史词话，六十四回，澹圃主人诸圣邻编著，一般认为产生于明万历年间。对清朝的《隋唐演义》、《说唐》影响极大，其中尉迟敬德的故事最为完整生动。